# Le Boisle
Le Boisle is een gemeente in het Franse departement Somme (regio Hauts-de-France) en telt 380 inwoners (2005). De plaats maakt deel uit van het arrondissement Abbeville.

## Geografie
De oppervlakte van Le Boisle bedraagt 11,7 km², de bevolkingsdichtheid is 32,5 inwoners per km².
De onderstaande kaart toont de ligging van Le Boisle met de belangrijkste infrastructuur en aangrenzende gemeenten.

## Demografie
Onderstaande figuur toont het verloop van het inwonertal (bron: INSEE-tellingen).